# Amfreville-sur-Iton
Amfreville-sur-Iton is een gemeente in het Franse departement Eure (regio Normandië) en telt 716 inwoners (1999). De plaats maakt deel uit van het arrondissement Les Andelys.

## Geografie
De oppervlakte van Amfreville-sur-Iton bedraagt 5,5 km², de bevolkingsdichtheid is 130,2 inwoners per km².
De onderstaande kaart toont de ligging van Amfreville-sur-Iton met de belangrijkste infrastructuur en aangrenzende gemeenten.

## Demografie
Onderstaande figuur toont het verloop van het inwonertal (bron: INSEE-tellingen).

## Externe links

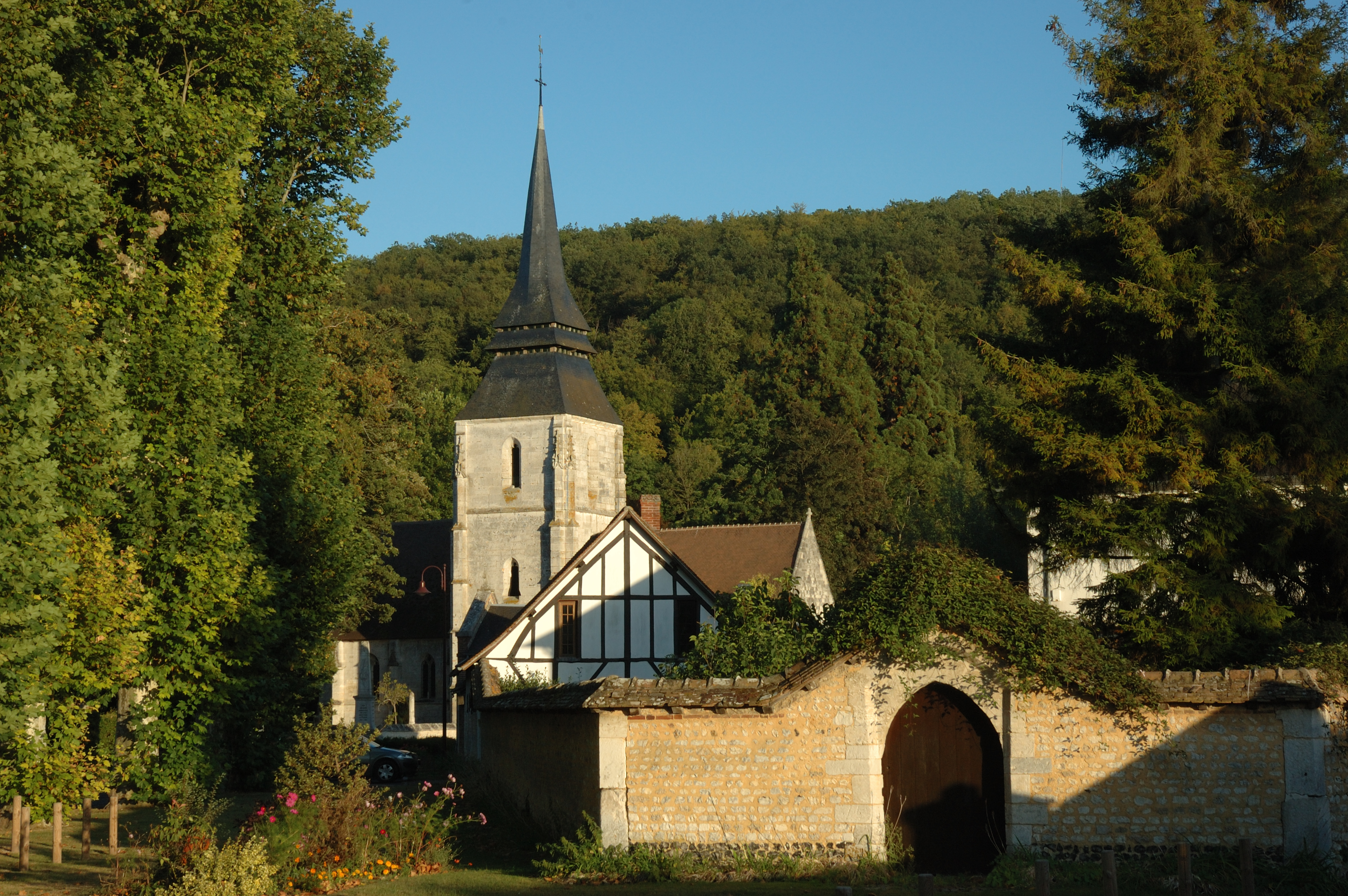
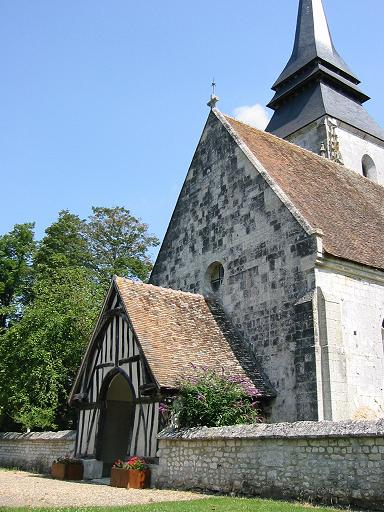
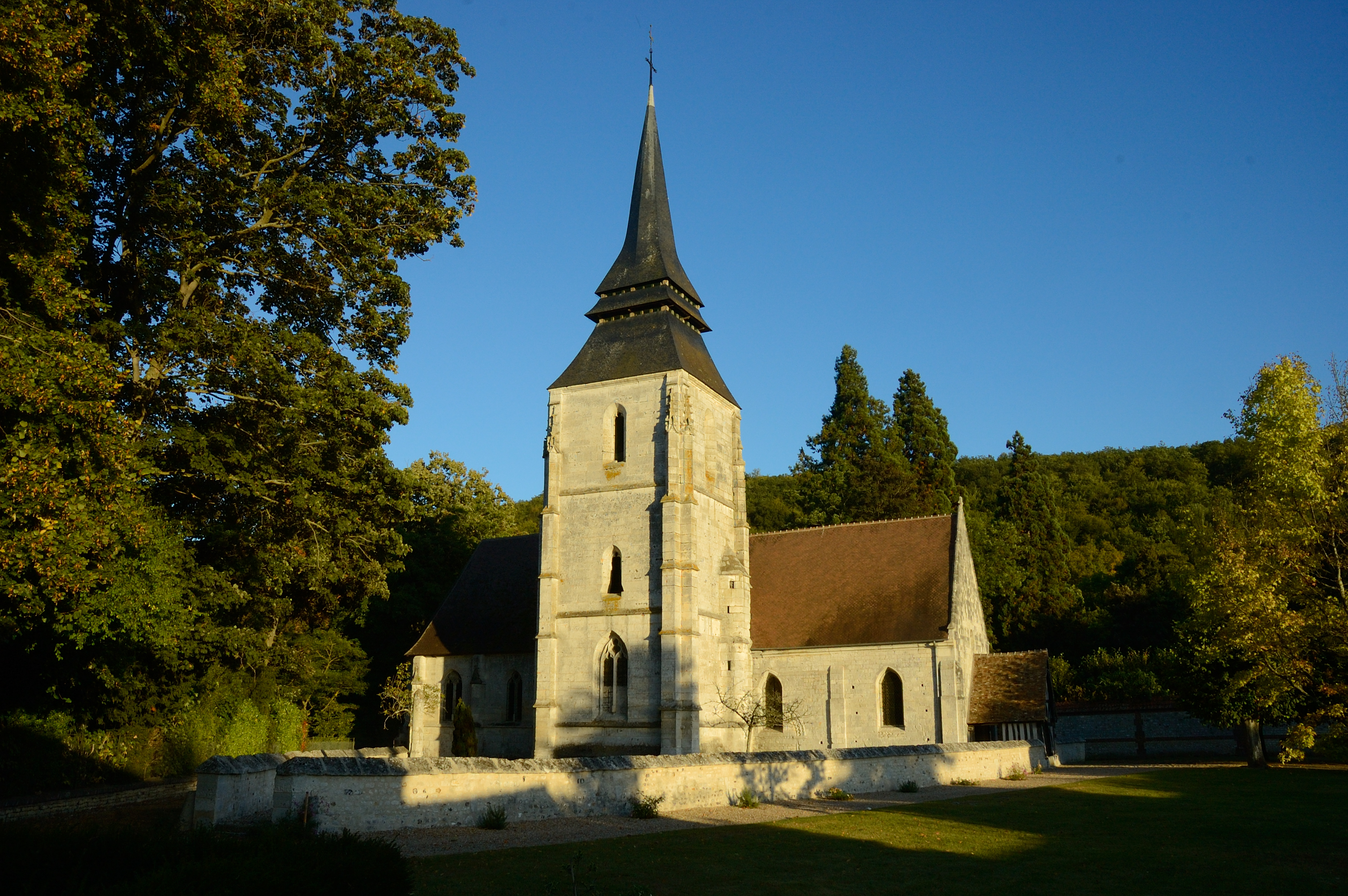